# شب‌خروش دم‌نواری
شب‌خروش دم‌نواری (نام علمی: Penelope argyrotis) نام یک گونه از سرده شب‌خروش‌های اصلی است.